# Arnaldo Jordy
Arnaldo Jordy Figueiredo (Belém, 30 de novembro de 1958) é um advogado e político brasileiro, filiado ao Cidadania e ex- deputado federal pelo Pará.
Filho do advogado Glairson Dias Figueiredo e da dona de casa de ascendência libanesa Nazira Jordy Figueiredo, foi desde cedo engajado no movimento estudantil, tendo voz ativa junto à UNE (União Nacional dos Estudantes). Iniciou sua vida partidária em 1982, quando ingressou no PMDB, partido do qual foi membro até 1986. Em sua primeira disputa eleitoral, já filiado ao então Partido Comunista Brasileiro (PCB), em 1986, foi eleito para vereador na cidade de Belém, capital do Estado. Foi reeleito para as duas legislaturas seguintes, 1992, já filiado ao PPS, e 1996.
Em 2004, assumiu um mandato, do qual era suplente, na Assembleia Legislativa do Pará (ALEPA), para terminar a legislatura 2003-2006. Já em 2006, foi reeleito Deputado Estadual para o quadriênio 2006-2010. Neste segundo mandato presidiu Comissão de Direitos Humanos em 2008 e foi vice-presidente da Comissão de Meio Ambiente no ano de 2007. Em 2009 presidiu a Comissão de Defesa do Consumidor e foi relator da CPI que apurou Denúncias de Abuso e Exploração Sexual no
Pará.
Nas eleições de 2010 foi eleito para representar o povo paraense na Câmara dos Deputados em Brasília. Reeleito em 2014. No ano de 2017, assumiu a liderança da bancada do PPS na Câmara, para a 55.ª legislatura (2015-2019).
Na nova legislatura, votou a favor da admissibilidade do processo de impeachment de Dilma Rousseff. Já no Governo Michel Temer, votou contra a PEC do Teto dos Gastos Públicos. Em abril de 2017 foi contrário à Reforma Trabalhista. Em agosto de 2017 votou a favor do processo em que se pedia abertura de investigação do presidente Michel Temer.